# 買い控え
買い控え（かいびかえ）とは、潜在的な購入者が商品やサービスの購入を控えることを指す。
発生には以下理由が考えられる。
- 将来、より有利な条件での購入が期待できる
- 有利な条件が終了した直後での反動
- 戦争のような社会不安や文化の変革期といった外的理由によって購入するだけの動機が減少した
- 商品やサービス自体の品質や価格の妥当性に疑問が生じた